# Michelská synagoga
Michelská synagoga je bývalá židovská modlitebna, jež se nachází v pražské Michli u břehu potoka Botiče, v ulici U Michelského mlýna č. p. 124. Je to zřejmě jeden z nejzajímavějších a nejkrásnějších historických objektů, jež se v Michli nacházejí, a současně jedna z mála předměstských synagog, které nebyly za okupace zničeny. V současnosti synagogu užívá jako svou modlitebnu sbor Alberta Schweitzera Církve československé husitské. Objekt je chráněn jako kulturní památka.

## Historie

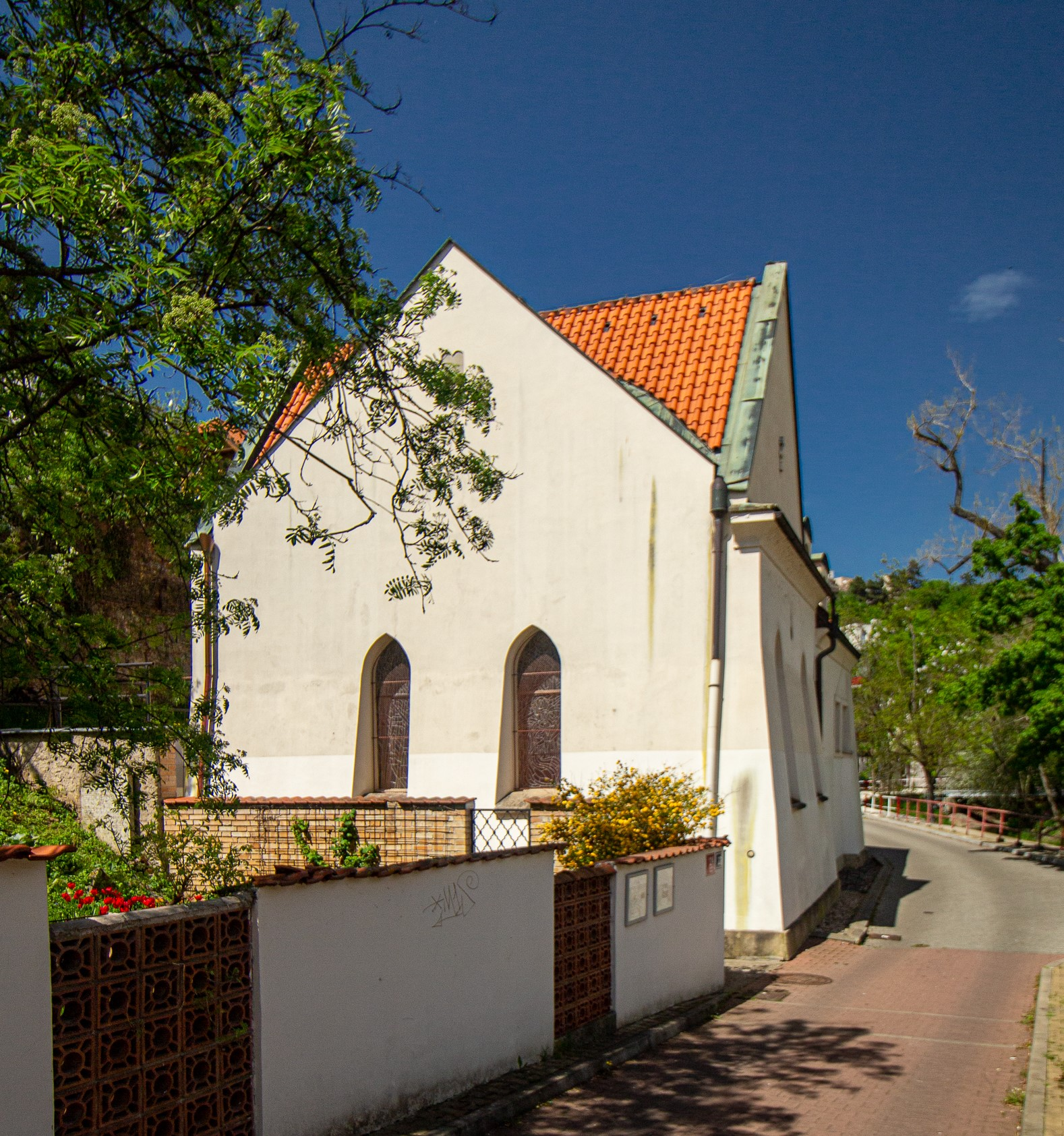
Michelská synagoga s novogotickými okny.

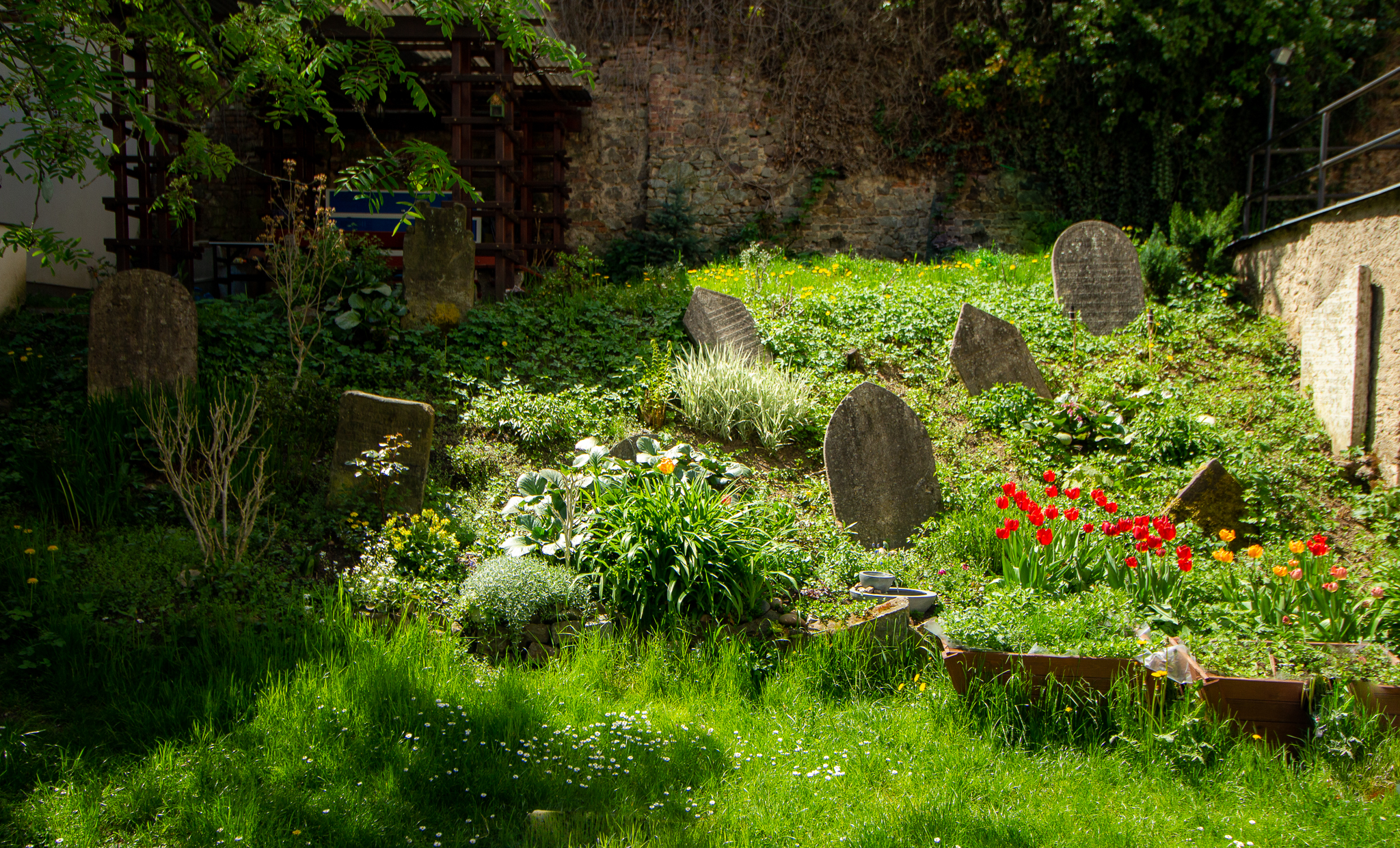
Macevot před synagogou.

Původní dům, na jehož místě stavba stojí, bylo snad hospodářské stavení, pravděpodobně viniční domek, které zde stávalo zřejmě již v gotickém období (svědčí o tom nálezy starého zdiva, k nimž došlo při rekonstrukci ve 20. století).
Přesné datum vzniku synagogy není známo, snad to bylo kolem roku 1730, možná však později. S jistotou lze její existenci doložit až v 19. století. Při přestavbě v jeho druhé polovině došlo k romantizující novogotické úpravě východního průčelí a rozšíření objektu. Ve starší, jižní části, se nacházela modlitebna s galerií pro ženy, v novější, severní části, byl byt kantora a správce synagogy. Objekt sloužil potřebám nejen michelské, ale i nuselské, vršovické a podolské židovské komunity.
Poté, co se Michle stala v roce 1922 součástí Prahy, přestala kapacita zdejší synagogy stačit. Židovská obec tedy začala s přípravou její přestavby. Než se však podařilo shromáždit potřebné finanční prostředky, vypukla válka, během níž zdejší židovská komunita zanikla.

### Po druhé světové válce
Po válce připadl objekt Židovskému muzeu, jež v ní počátkem 50. let zřídilo depozitář, kde bylo uchováváno na 1200 svitků Tóry, které do Prahy svezli nacisté ze zničených a násilně uzavřených synagog všech židovských obcí na území protektorátu. V roce 1964 byla většina těchto svitků převezena do Westminsterské synagogy v Londýně. Tóry se odtud zapůjčují jako památky na vyhlazené židovské obce v Čechách a na Moravě židovským obcím a synagogám po celém světě.
Synagoga poté začala chátrat. V roce 1975 ji v dosti zuboženém stavu získal sbor Alberta Schweitzera Církve československé husitské, který objekt obnovil a využívá jej jako svoji modlitebnu. Jeho židovskou minulost tak dnes připomíná již jen několik starých náhrobků na malé zahrádce před jižním průčelím. Údajně pocházejí ze židovského hřbitova v Uhříněvsi.